# Sammlung Hirschsprung

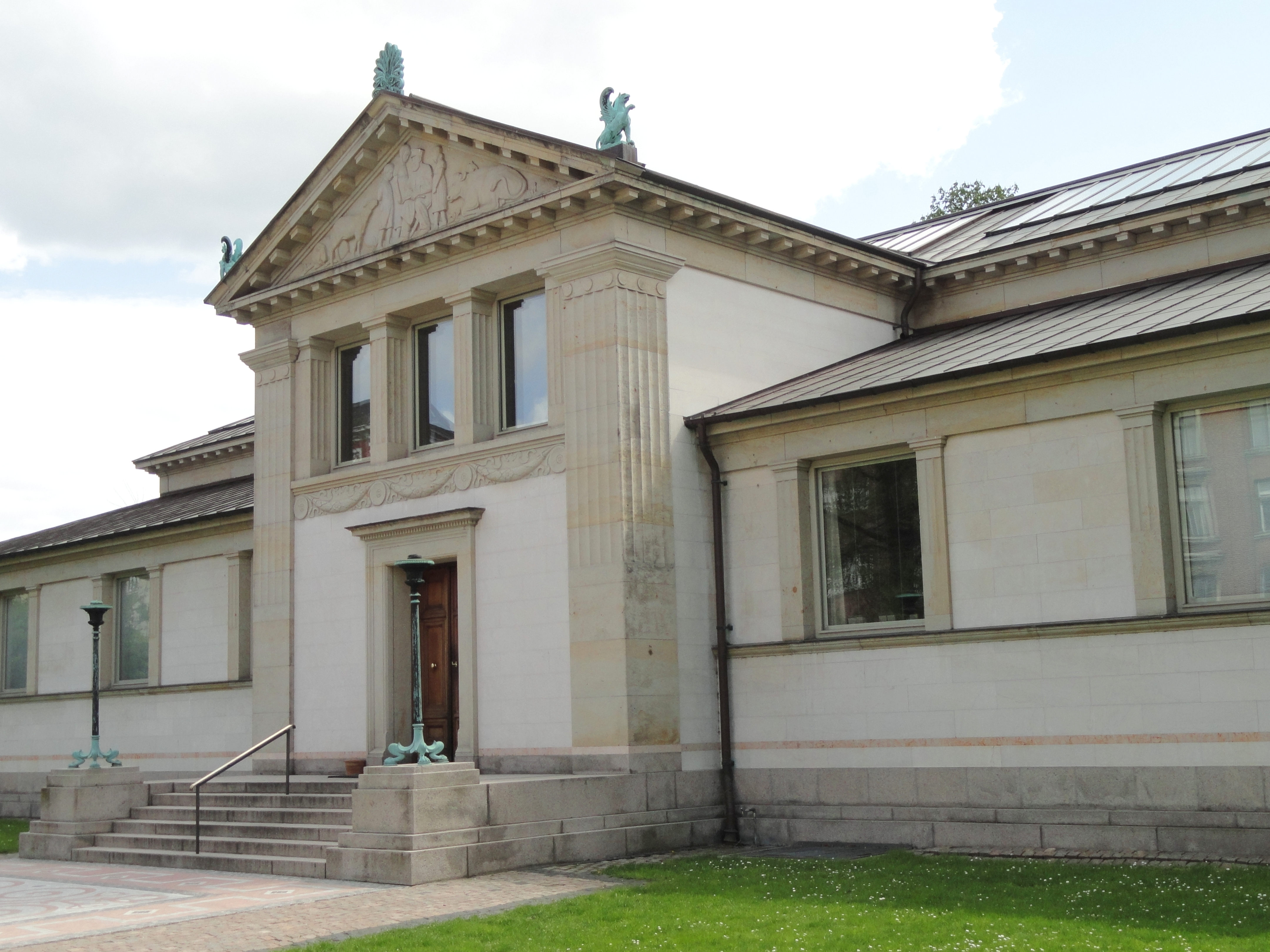
Sammlung Hirschsprung

Die Sammlung Hirschsprung (dänisch Den Hirschsprungske Samling) ist ein Museum für Bildende Kunst in Dänemark und befindet sich im Zentrum der Hauptstadt Kopenhagen an der Stockholmsgade 20. Es liegt in der Parkanlage Østre Anlæg in der Nähe des Statens Museum for Kunst und ist ein Teil des auch Parkmuseerne genannten Areals. Es wurde errichtet, um die private Kunstsammlung Heinrich Hirschsprungs aufzunehmen und beherbergt eine Sammlung dänischer Kunst des 19. und frühen 20. Jahrhunderts.

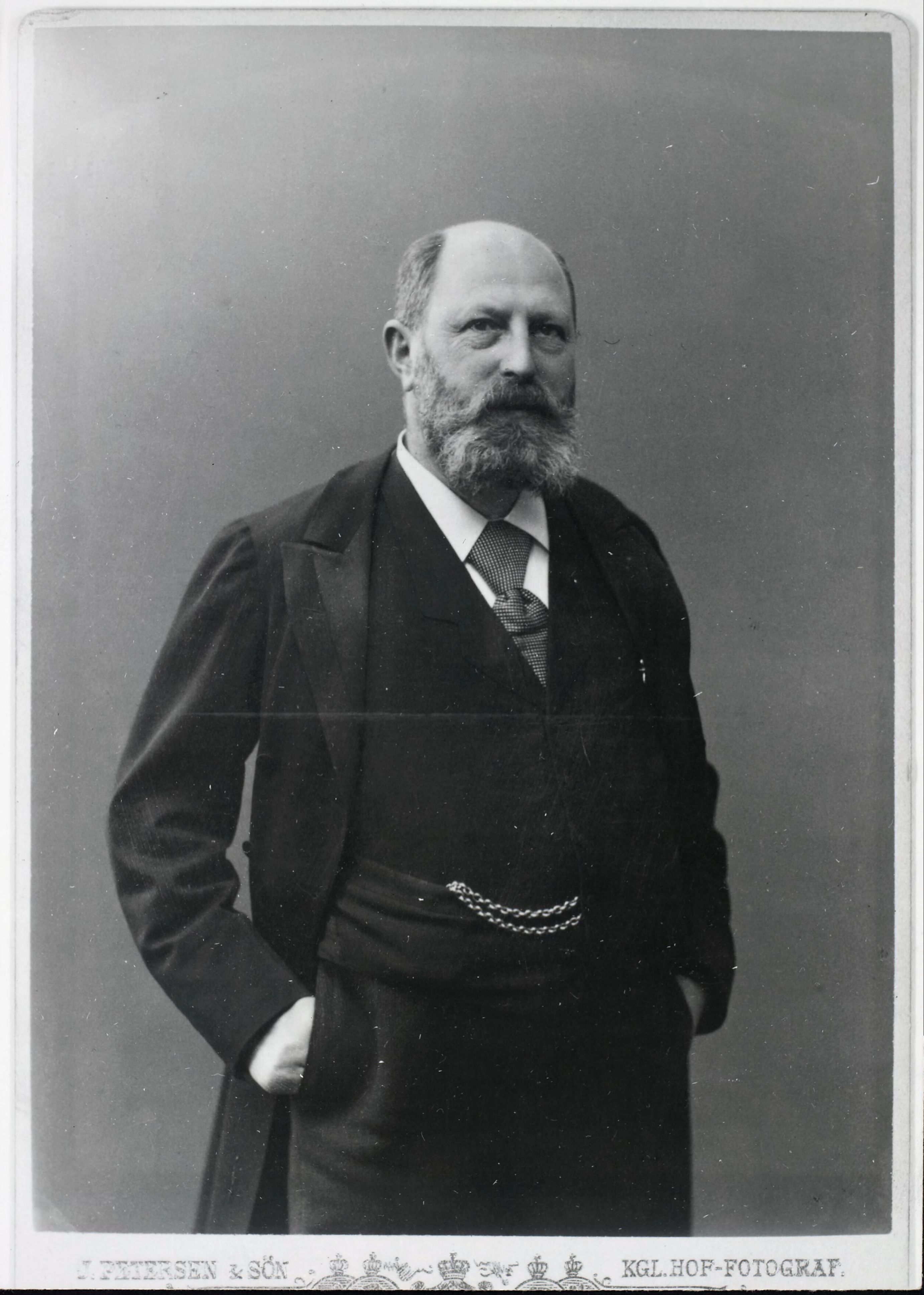
Heinrich Hirschsprung

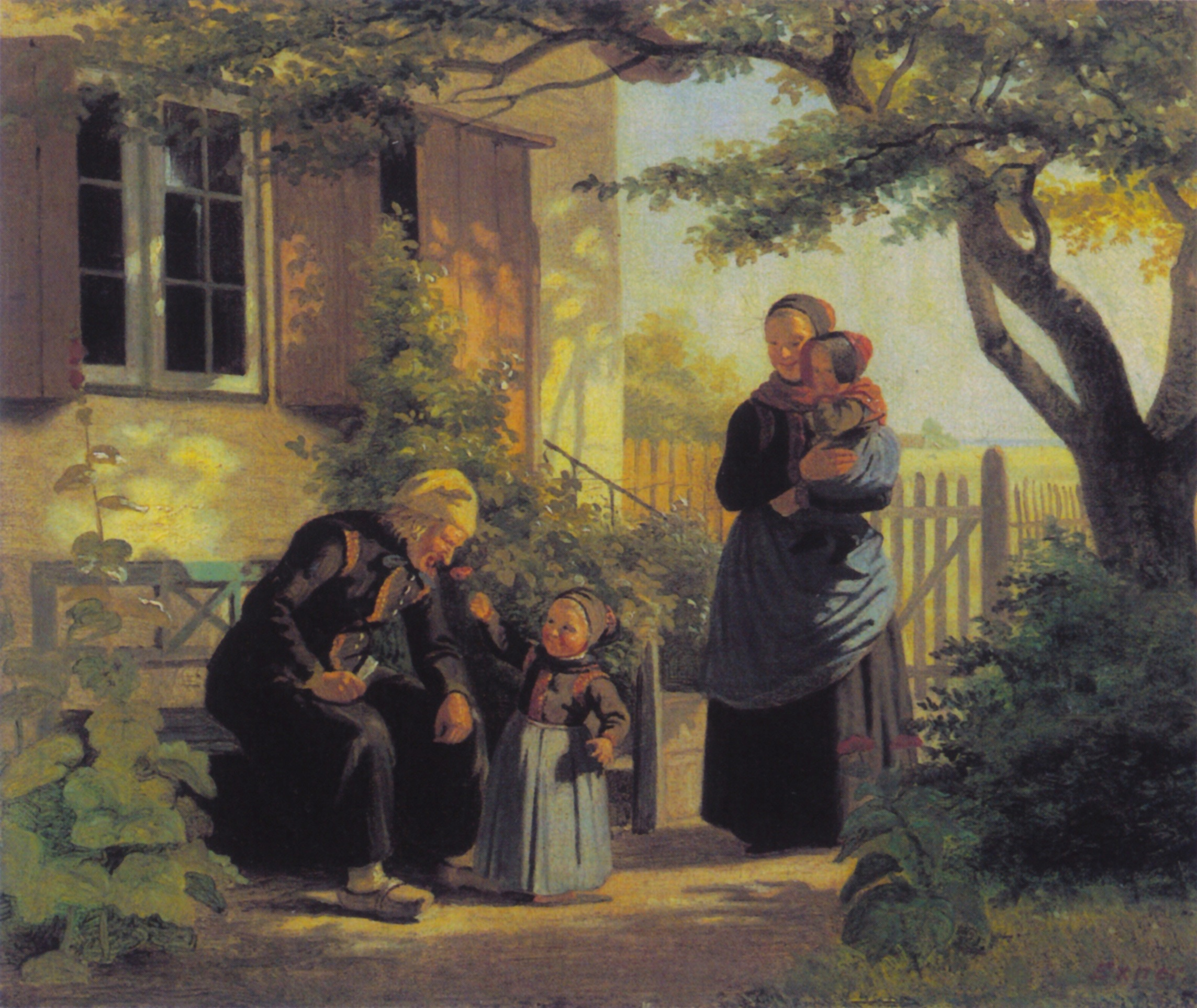
Julius Exner – En lille pige, der lader en gammel mand lugte til en blomst

## Der Sammler
Heinrich Hirschsprung (1836–1908) entstammte einer Familie mit jüdisch-deutschen Wurzeln. 1858 übernahmen Heinrich und sein Bruder Bernhard (1834–1909) die Leitung des von ihrem Vater 1826 gegründeten Tabakhandels und bauten diesen aus zu A.M. Hirschsprung & Sønner, spezialisiert auf die Herstellung von Zigarren. Hirschsprung war ab 1864 verheiratet mit der ebenfalls aus einer jüdischen Familie stammenden Pauline Elisabeth Jacobson (1845–1912).
Hirschsprung begann seine Kunstsammlung 1866 mit dem Kauf eines Gemäldes von Julius Exner: Lille pige, der lader en gammel mand lugte til en blomst (Kleines Mädchen, das einen alten Mann an einer Blume riechen lässt). Durch zahlreiche Ankäufe entwickelte sich eine umfangreiche Sammlung, in der alle namhaften dänischen Künstler des Goldenen Zeitalters, der Skagen-Maler und der Symbolisten vertreten waren.
Während die Sammlung 1902 in einer Ausstellung auf Schloss Charlottenborg zu sehen war, fand Hirschsprung es an der Zeit, die bereits seit 1900 laufenden Verhandlungen mit dem dänischen Kulturministerium und der Stadt Kopenhagen über eine Stiftung öffentlich zu machen. Zu dieser Zeit umfasste die Sammlung bereits 1.980 Positionen, darunter ca. 500 Ölgemälde, eine große Anzahl von Aquarellen und Zeichnungen sowie ca. 200 Skulpturen.
„Herr Rentier Heinrich Hirschsprung wird seine überaus reiche Gemäldesammlung dem Staate übertragen, indem er nur die Bedingung aufstellt, dass für dieselbe ein passendes Museumsgebäude eingerichtet wird.“ Diese Bedingungen entsprachen etwa denen der Stiftung zur Ny Carlsberg Glyptotek. Die Forderungen nach einem unabhängigen Gebäude führten zu einer langjährigen politischen wie auch kunstpolitischen Debatte, erst 1907 wurden die Bedingungen akzeptiert und der Bau des Museums konnte beginnen. Heinrich Hirschsprung erlebte die Eröffnung nicht mehr, die in Anwesenheit seiner Witwe am 8. Juli 1911 stattfand.

## Das Gebäude

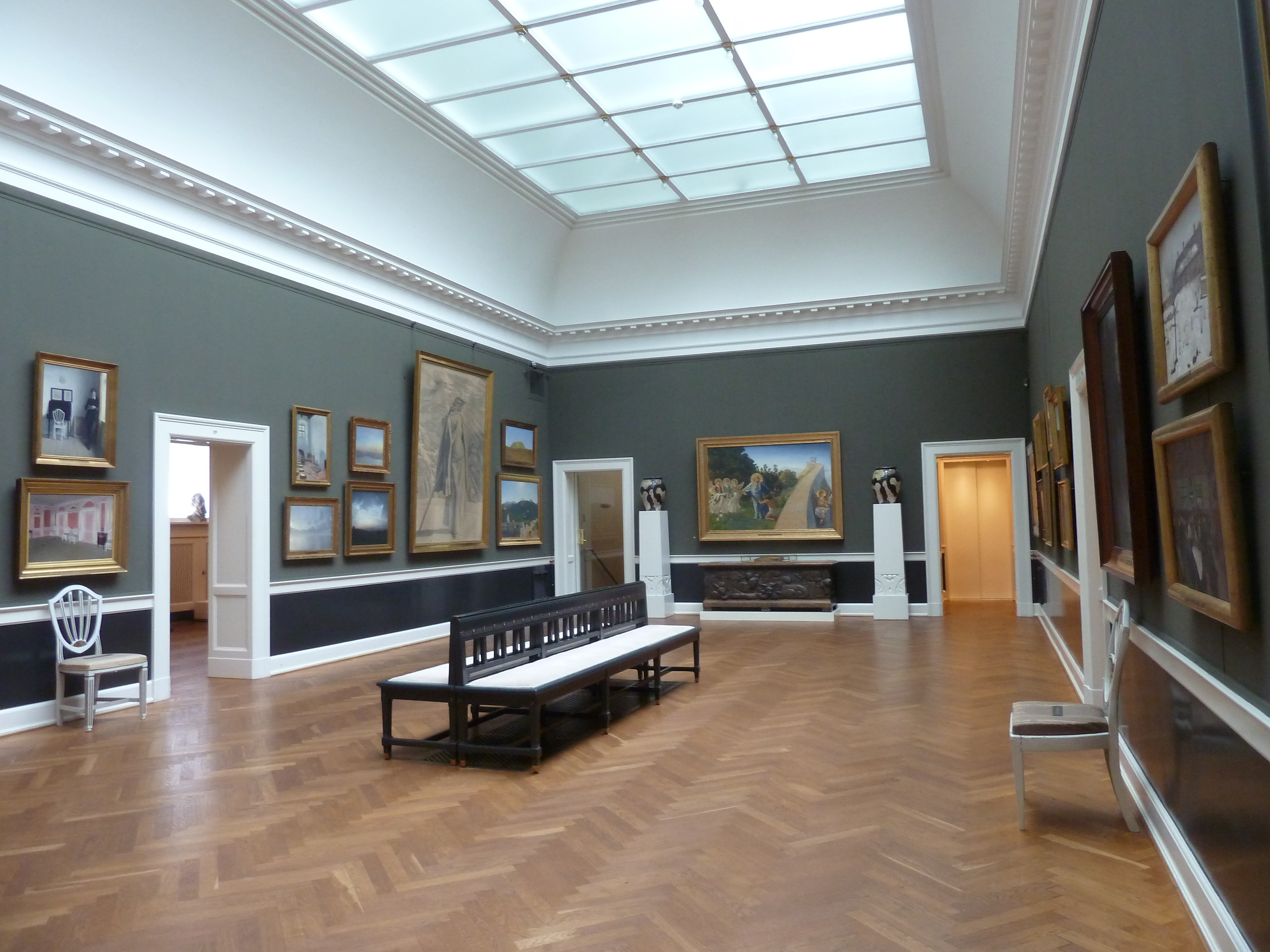
Große Galerie

Das von der Stadt zur Verfügung gestellte Grundstück lag in Sichtweite des Statens Museum for Kunst in der Parkanlage Østre Anlæg, einem Teil der ehemaligen Kopenhagener Stadtbefestigung. Das Museumsgebäude wurde von 1908 bis 1911 im Stil des Klassizismus von dem dänischen Architekten Hermann Baagøe Storck (1839–1922) errichtet und wird als eines seiner Hauptwerke aufgeführt. Der zentrale Teil der Hauptfassade erscheint in der Art eines klassischen Tempelgiebels mit dorischen Pilastern. Das dreieckige Giebelrelief stammt von dem Bildhauer Kai Nielsen (1882–1924). Die Außenwände wurden mit Marmor verkleidet, während das Dach mit Kupfer gedeckt ist.
Der symmetrische Grundriss besteht aus vier großen Oberlicht-Galerien umgeben von kleineren Galerien mit raumhohen Fenstern. In der Eingangshalle des Museums befindet sich ein Bodenmosaik, 1910 gefertigt von Joakim Skovgaard (1856–1933), dem Sohn des Malers P. C. Skovgaard. Das Mosaik enthält stilisierte Tabakpflanzen, um des Museumsgründers und seines Berufes zu gedenken.
Die Innenarchitektur, die Einrichtung, Katalogisierung und Hängung der Gemälde oblag dem Kunsthistoriker Emil Hannover, der auch bis zu seinem Tod der erste Direktor des Museums war, neben seiner Funktion als Direktor des Kunstindustrimuseet.

## Die Sammlung

Johan Rohde:
Porträt Emil Hannover,
Sammlung Hirschsprung

Emil Hannover war bereits seit 1902 für die Katalogisierung der Sammlung verantwortlich. Die nunmehr sehr breit gefächerte Sammlung sollte nach Hirschsprungs und Hannovers Auffassung auch als Dokumentationszentrum für die dänische Kunst des 19. Jahrhunderts dienen. Im Geiste Hirschsprungs gab Hannover die Hängung in chronologischer Folge in Auftrag. Den Malern wurden separate Räume gewidmet, die zusätzlich mit Möbeln ausgestattet wurden, die ursprünglich den Künstlern gehört hatten. Es wurde so der Eindruck erweckt, man besuche das Heim eines großen privaten Kunstliebhabers.
Goldenes Zeitalter
Als das Goldene Zeitalter Dänemarks (dänisch Den Danske Guldalder) wird die Zeit von 1800 bis 1850 bezeichnet, die als Epoche hoher kultureller Blüte gilt. Diese Epoche wird repräsentiert durch Künstler wie Christoffer Wilhelm Eckersberg, Christen Købke, Wilhelm Bendz, Wilhelm Marstrand, Martinus Rørbye, P. C. Skovgaard und Johan Thomas Lundbye und weitere weniger bekannte Namen.
Der Moderne Durchbruch
Der moderne Durchbruch (dänisch Det Moderne Gennembrud) ist der gemeinsame Name der starken Bewegung des Naturalismus und der Diskussionsliteratur Skandinaviens, die gegen Ende des 19. Jahrhunderts die Romantik ersetzte. Der Begriff wird in der Zeit der Jahre 1870–1890 in der Geschichte der Literatur in Skandinavien verwendet, die in dieser Zeit einen Durchbruch aus dem übrigen Europa hatte. Der bedeutendste Vertreter war der dänische Literaturkritiker, Philosoph und Schriftsteller Georg Brandes.
In der Malerei fand dieser Durchbruch seine Vertreter etwa in den Symbolisten und den Skagen-Malern. Diese Zeit wird u. a. repräsentiert durch Werke von Erik Henningsen, Lauritz Andersen Ring, Ejnar Nielsen, Joakim Skovgaard, Harald Slott-Møller, Anna Ancher, Michael Ancher, P. S. Krøyer, Laurits Tuxen, Kristian Zahrtmann, Vilhelm Hammershøi und Theodor Philipsen.
Neben Gemälden, Skulpturen, Zeichnungen und Skizzenbüchern beherbergt das Museum auch eine große Sammlung von Möbeln und persönlichen Gegenständen der dänischen Künstler und eine Sammlung von Briefen, unter anderem die Korrespondenz von Krøyer und Hammershøi mit Pauline Hirschsprung.
In der Datenbank des Kunstindeks Danmark & Weilbachs Kunstnerleksikon sind 921 Gemälde des Museums aufgelistet, die 128 Künstler repräsentieren.

## Galerie

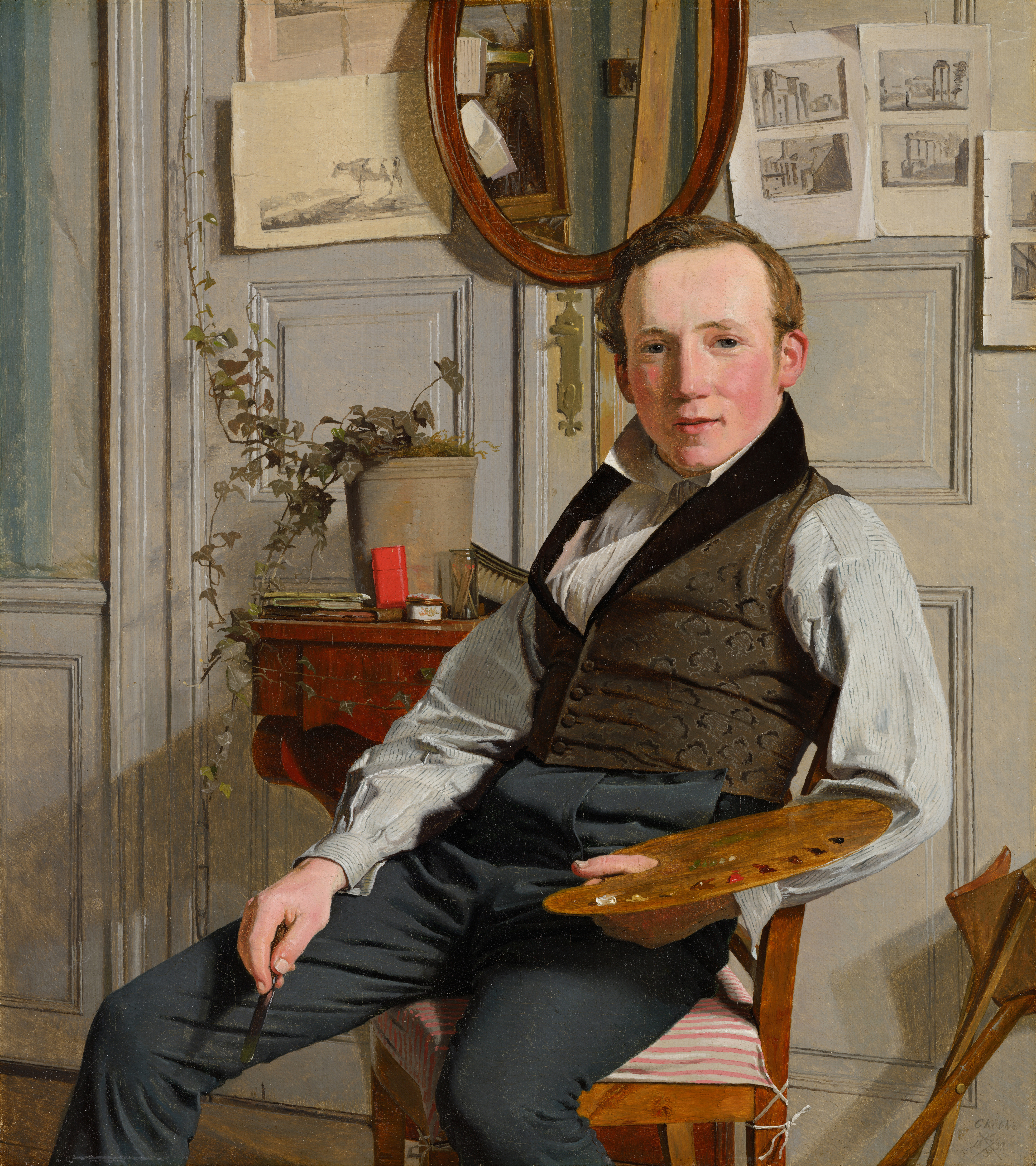
Christen Købke: Porträt des Malers Frederik Sødring, 1832
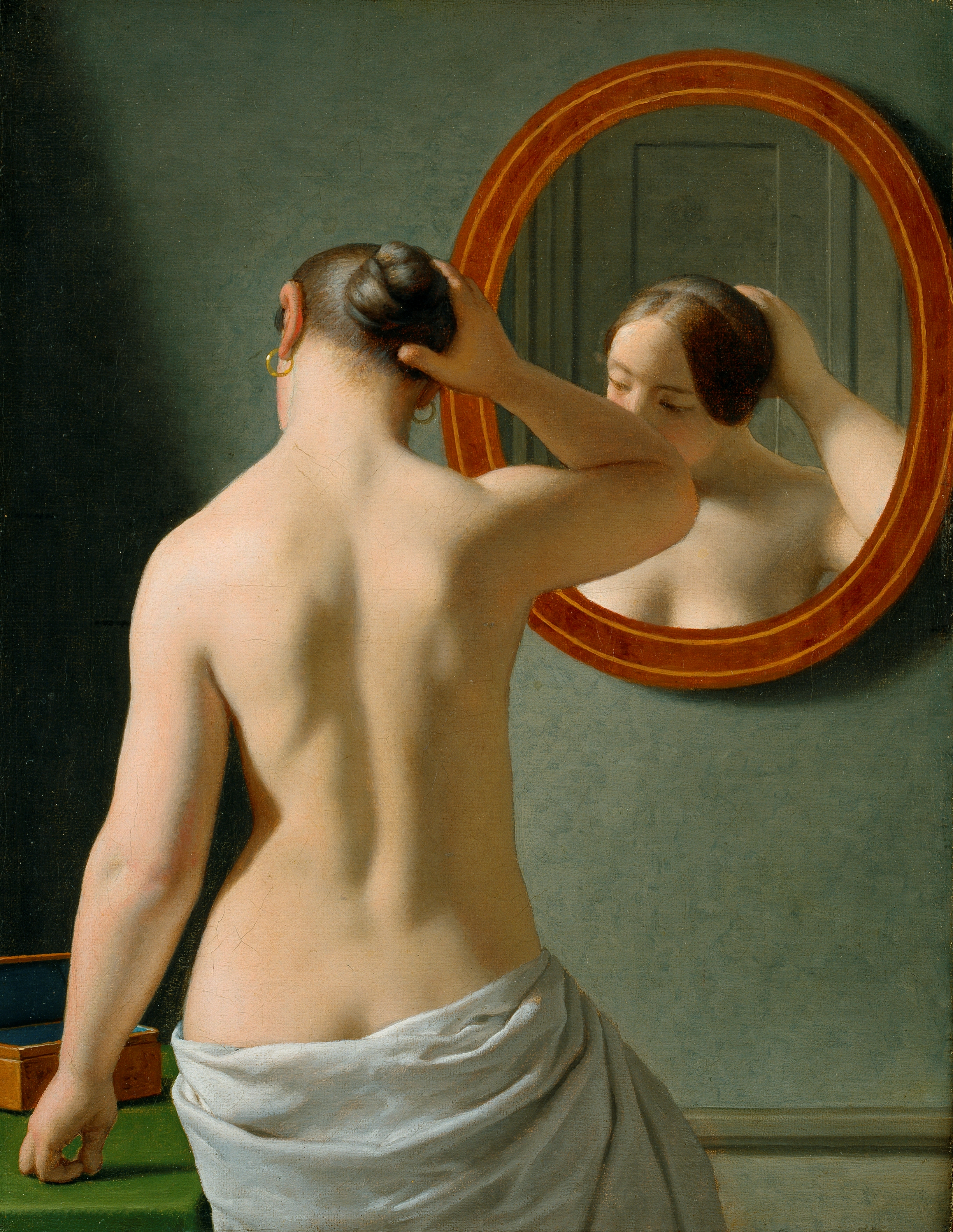
C.W. Eckersberg: Morgentoilette, 1841
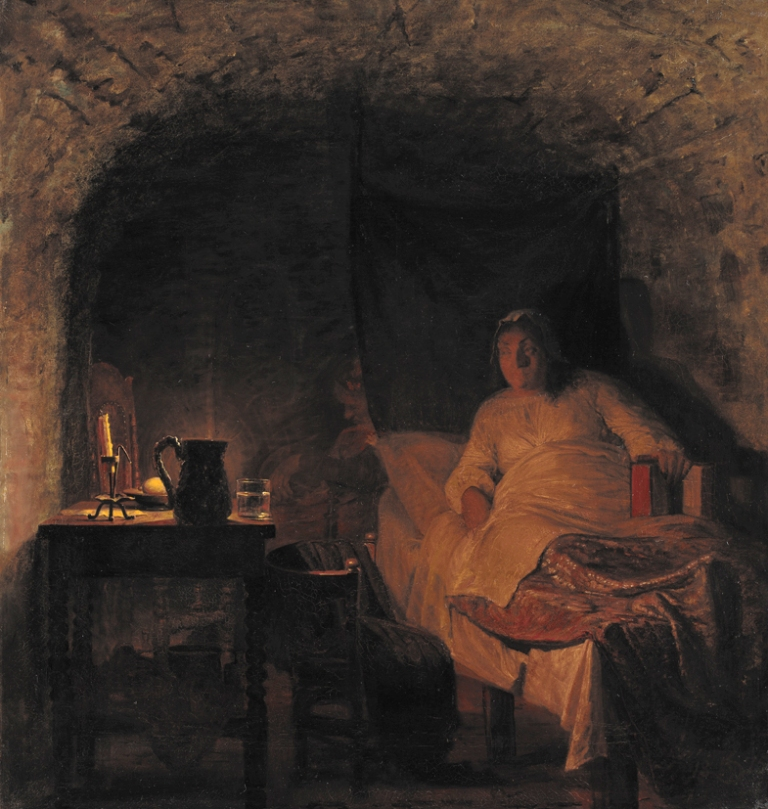
Kristian Zahrtmann: Leonora Christina in Gefangenschaft, 1875
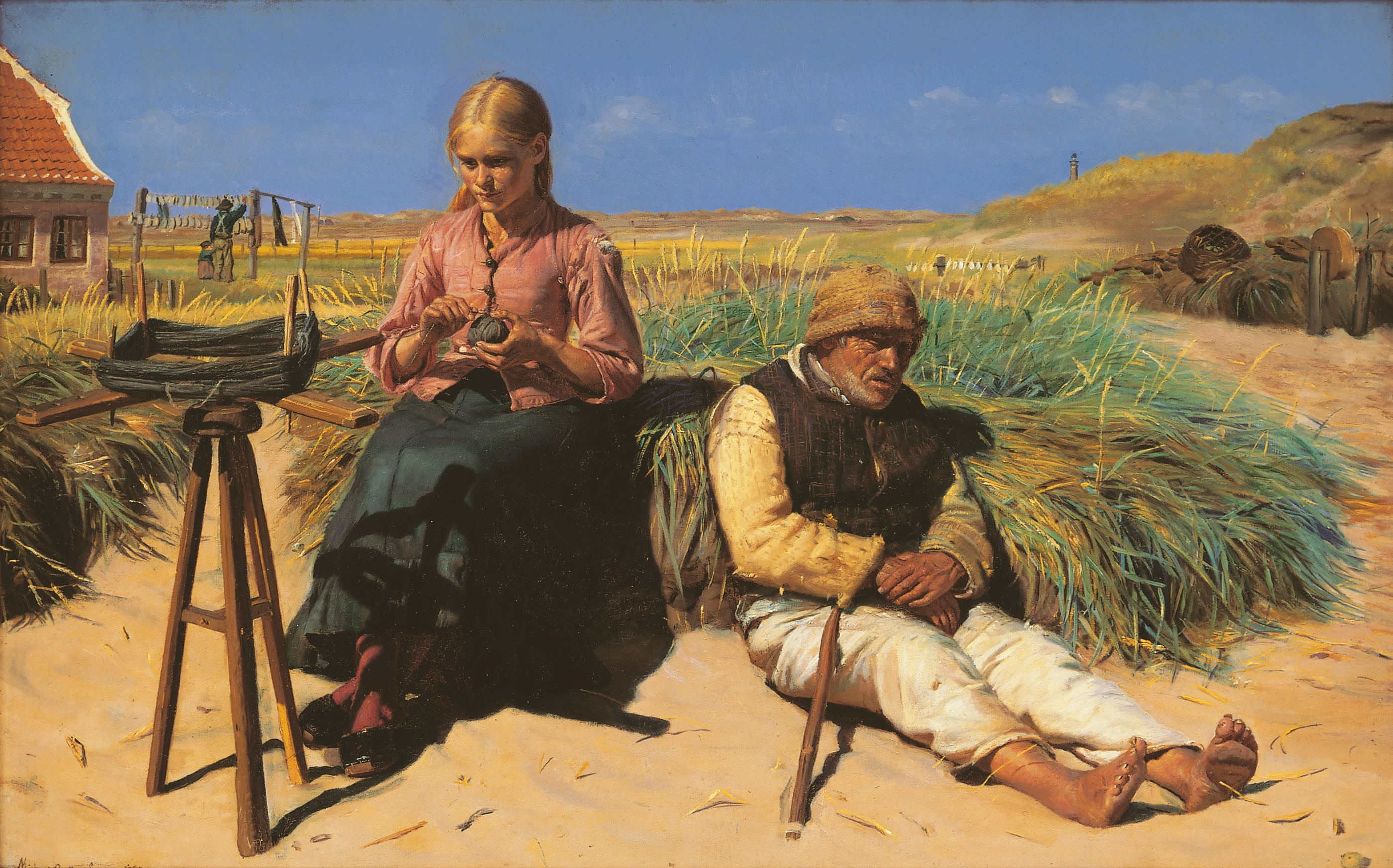
Michael Ancher: Figuren in der Landschaft, 1880
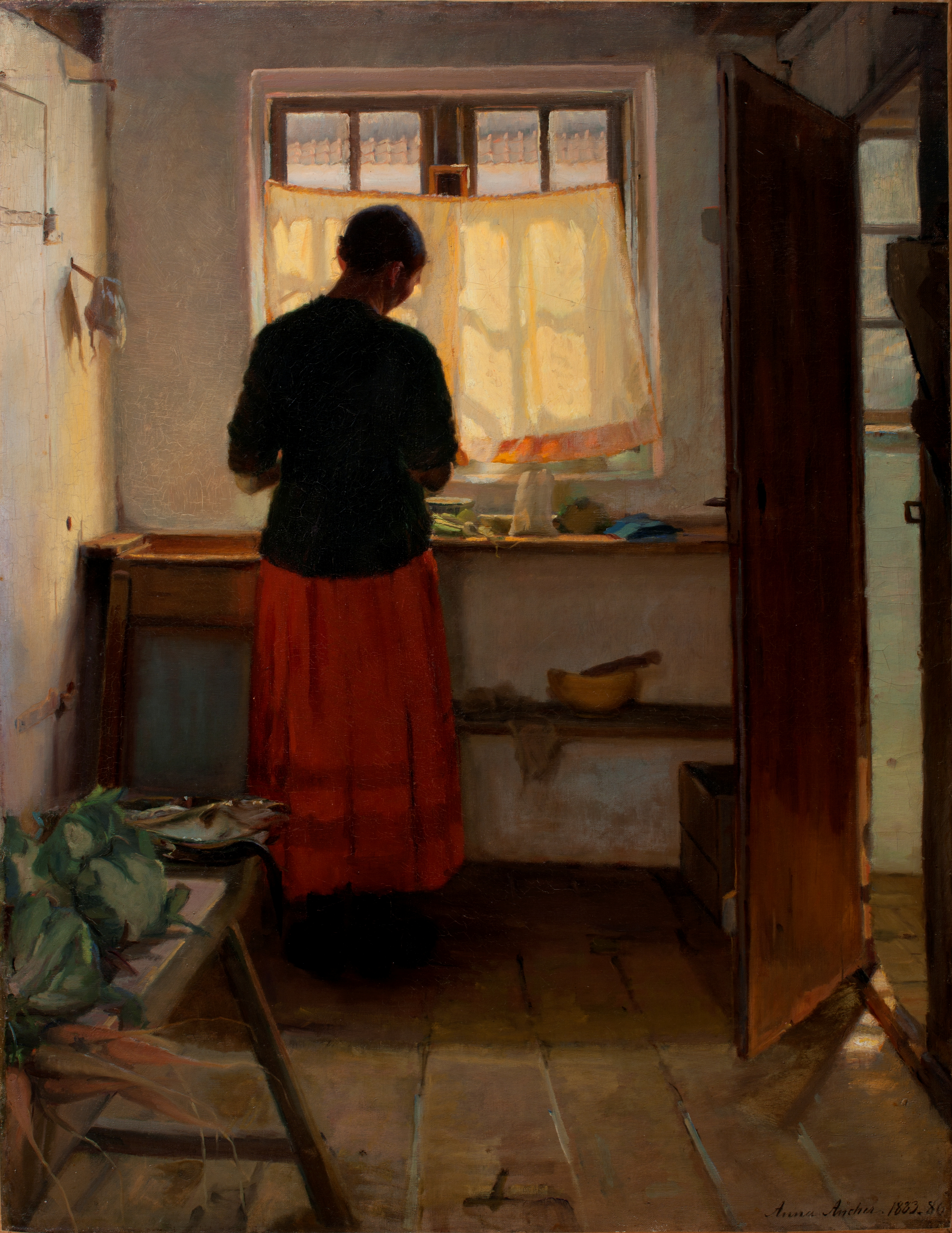
Anna Ancher: Mädchen in der Küche, 1886
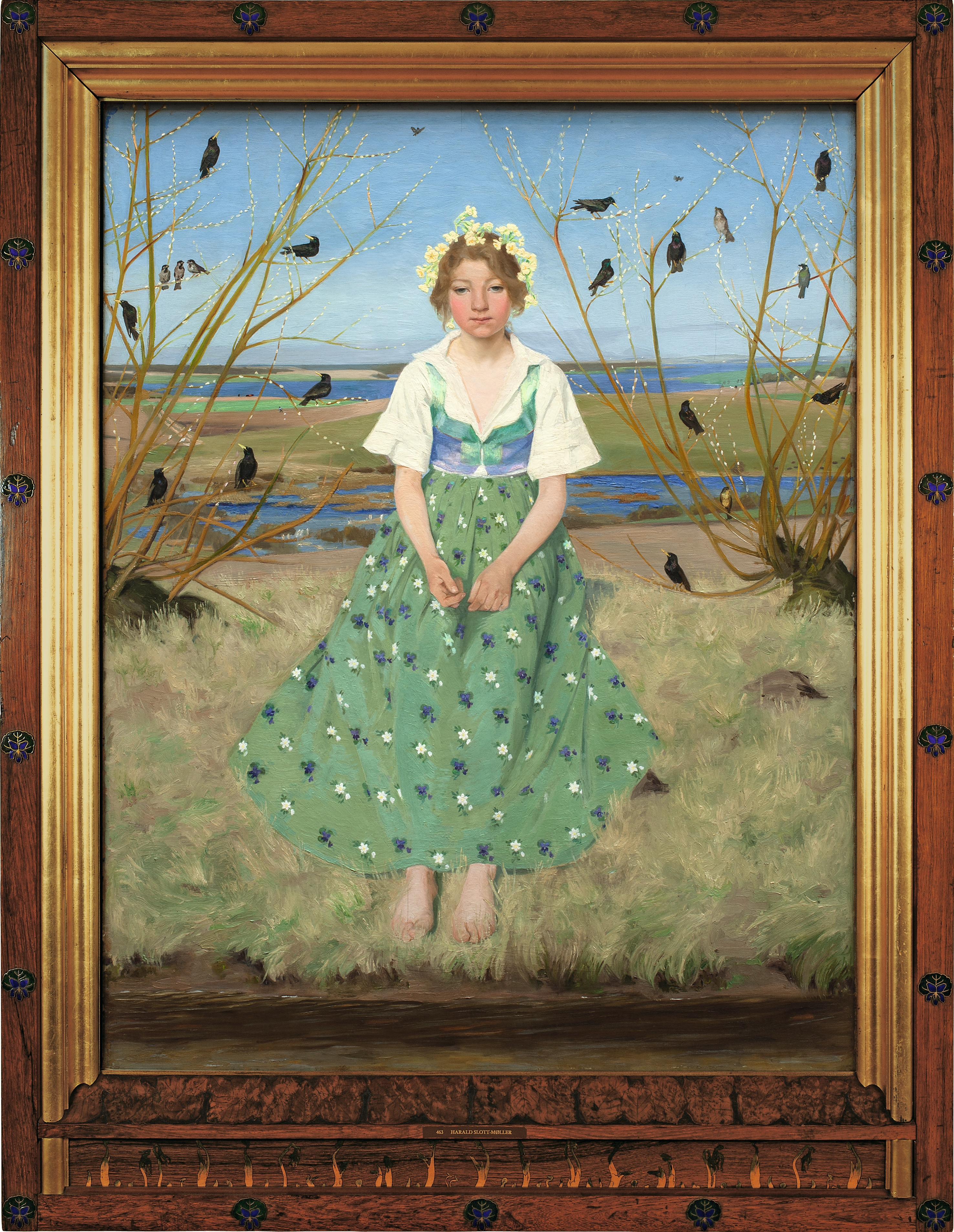
Harald Slott-Møller: Frühling, 1896
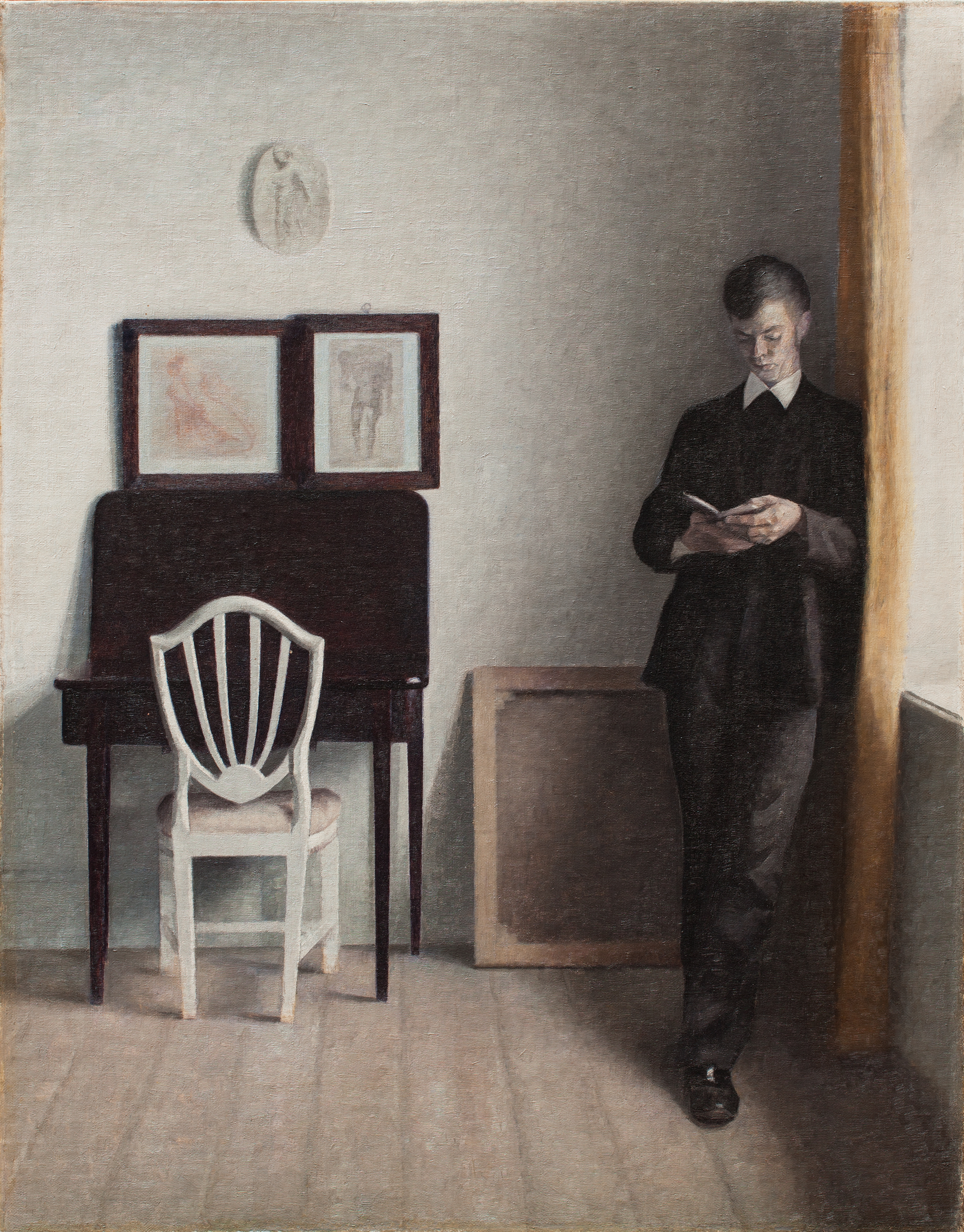
Vilhelm Hammershøi: Interieur mit jungem, lesenden Mann, 1898
P.S. Krøyer: Sommerabend am Strand von Skagen. Der Künstler und seine Frau. 1899